# Глушець (озеро)
Глуше́ць — прісне озеро на лівобережжі Десни (басейн Дніпра), з якою сполучене через протоки й невеликі озера. Розташоване в міській смузі міста Чернігів, неподалік від проспекту Миру. Під назвою «Озеро „Глушець“» оголошено гідрологічною пам'яткою природи місцевого значення в Україні.
Площа природоохоронної території 40 га. Статус присвоєно згідно з рішенням Чернігівського облвиконкому від 27.04.1964 року № 236; від 10.06.1972 року № 303; від 28.08.1989 року № 165. Перебуває у віданні Чернігівського РБД «Зеленбуд».
Довжина озера 3 км, ширина 200 м, площа 0,6 км², глибина до 2 м. Улоговина підковоподібної форми. Береги низькі; північні заболочені, порослі очеретом, південні — сухі, піщані. Живлення дощове і ґрунтове, частково за рахунок водообміну з Десною.
Температура води влітку від +18, +19,5 °C на глибині 0,5 м, до +12, +13 °C на глибині 1,5 м. Прозорість води до 0,85 м. На дні — мулисто-піщані відклади. Взимку замерзає.
З рослин в озері поширені очерет звичайний, спіродела, кушир занурений, рдесник, глечики жовті. Водяться карась, окунь, щука, лин та інші. У прибережних заростях — гніздування очеретянок, кобилочок солов'їних та інших птахів.
Воду Глушця частково використовують для сільськогосподарських потреб. Озеро та його береги — місце відпочинку; рибальство. На північний схід від озера Глушець розташоване Магістратське озеро.